# Hold My Hand (Don-Cornell-Lied)
Hold My Hand ist ein Lied aus dem Jahr 1953. Komponiert und getextet wurde der Song von Richard Myers und Jack Lawrence, gesungen von Don Cornell, der damit einen Hit landete.

## Liedtext
Es handelt sich um ein Liebeslied, in dem jemand das Himmelreich beschwört, das süße, gelobte Land, in dem die Engel von Liebe singen und der Zauber der Liebe nicht gebrochen werden kann, wenn Du meine Hand hältst („hold My Hand“). Endlich verstehe ich, dass das das Himmelreich ist, an dessen Schwelle wir stehen und wenn Du jetzt meine Hand hältst, werden wir unsterblich sein.

## Werdegang des Songs
Das 1950 geschriebene Lied wurde erst 1953 veröffentlicht und im darauffolgenden Jahr im Soundtrack des Films Eine Nacht mit Susanne (Susan Slept Here) aus dem Jahr 1954 verwendet. Es bekam eine Oscarnominierung in der Kategorie „Bester Song“. Cornells Version des Liedes wurde von Bob Thiele produziert und war im Oktober 1954 für fünf Wochen auf Platz 1 der britischen Charts.

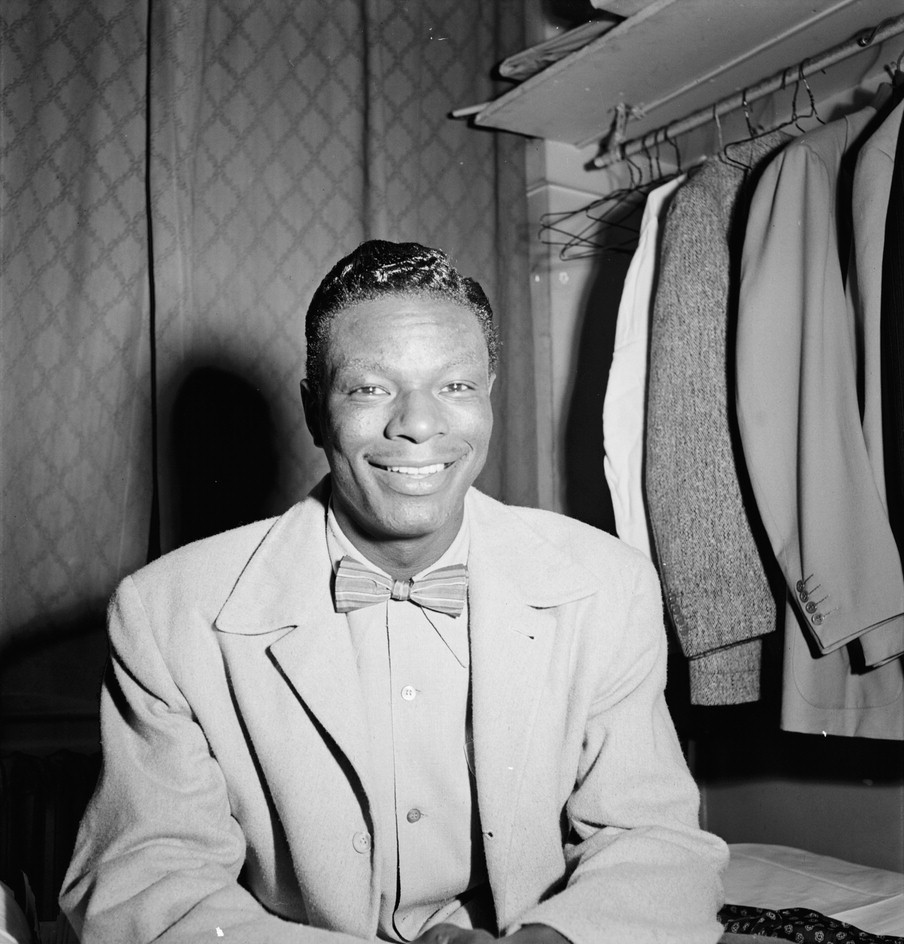
Nat King Cole, um 1946, der das Lied 1954 ebenfalls aufnahm
Foto: William P. Gottlieb

### Coverversionen
Der Komponist und Bandleader Stanley Black coverte den Song ebenso wie die US-amerikanische Sängerin und Schauspielerin Vikki Carr und der amerikanische Jazz-Pianist und Sänger Nat King Cole. Lary Cross und der Klassik-Violinist Enoch Light nahmen das Lied ebenfalls in ihr Repertoire auf sowie auch Loren Becker und Billy Ternent.

## Auszeichnungen
Jack Lawrence und Richard Myers waren mit dem Lied auf der Oscarverleihung 1955 in der Kategorie Bester Song für einen Oscar nominiert, mussten sich jedoch Jule Styne und Sammy Cahn und ihrem Lied Three Coins in the Fountain aus der Literaturverfilmung Drei Münzen im Brunnen (Three Coins in the Fountain) geschlagen geben.
Eine Nacht mit Susanne erhielt eine weitere Oscarnominierung sowie eine Nominierung für einen WGA Award.